# Hrvatsko državljanstvo
Hrvatsko državljanstvo jedan je od izraza suvereniteta Republike Hrvatske i temeljna je poveznica koja uzrokuje pravne i upravno-političke posljedice za njegove imatelje. Ono je bitna pravna pretpostavka za ostvarivanje subjektivnih prava u različitim postupcima pred tijelima državne vlasti, kao i čest uvjet za primjenu mnogih propisa na konkretne pravne slučajeve. Hrvatsko državljanstvo, pretpostavke za njegovo stjecanje i prestanak, uređene su
Zakonom o hrvatskom državljanstvu, koji je stupio na snagu 8. listopada 1991. godine.
U Zakon o hrvatskom državljanstvu ugrađena su osnovna načela i standardi poznati u europskom zakonodavstvu, kao što su načela: pravnog kontinuiteta državljanstva, sprječavanja apatridnosti, isključivosti hrvatskog državljanstva, ravnopravnosti bračne, 
izvanbračne i usvojene djece.

## Stjecanje hrvatskog državljanstva
Hrvatsko državljanstvo stječe se:
- podrijetlom;
- rođenjem na području Republike Hrvatske;
- prirođenjem;
- po međunarodnim ugovorima.

U hrvatskom pravnom sustavu kod primarnog stjecanja državljanstva prilikom rođenja normiran je mješovit sustav po kojem je za stjecanje hrvatskog državljanstva temeljno načelo podrijetla (lat. ius sanguinis), ali u pojedinim slučajevima uvećano načelom područja (lat. ius soli). 

### Stjecanje podrijetlom
Podrijetlom stječe hrvatsko državljanstvo dijete:
- čija su oba roditelja u trenutku njegova rođenja hrvatski državljani;
- čiji je jedan od roditelja u trenutku rođenja djeteta hrvatski državljanin, a dijete je rođeno u Republici Hrvatskoj;
- čiji je jedan od roditelja u trenutku rođenja djeteta hrvatski državljanin, drugi bez državljanstva, ili nepoznatog državljanstva a dijete je rođeno u inozemstvu.
- dijete je stranac ili bez državljanstva, ali je usvojeno od hrvatskih državljana

Podrijetlom stječe hrvatsko državljanstvo i dijete stranog državljanstva ili bez državljanstva ako su ga prema odredbama posebnog zakona usvojili hrvatski državljani sa srodničkim učinkom. Takvo se dijete smatra hrvatskim državljaninom od trenutka rođenja.

### Stjecanje rođenjem na području Republike Hrvatske
Načelo stjecanja državljanstva de iure soli u hrvatskom je pravnom sustavu sekundarnog i dopunskog karaktera. Prema Zakonu, hrvatsko državljanstvo stječe dijete koje je rođeno ili nađeno na području Republike Hrvatske, ako su mu oba roditelja nepoznata ili su nepoznatog državljanstva ili su bez državljanstva. Djetetu će prestati hrvatsko državljanstvo ako se do navršene 14. godine njegova života utvrdi da su mu oba roditelja strani državljani. Svrha je ove odredbe u sprječavanju da u izrijekom navedenim slučajevima djeca postanu bez državljanstva (apatridima).

### Stjecanje prirođenjem
Prirođenje ili naturalizacija, kao osnova stjecanja hrvatskog državljanstva, odnosi se na prijem stranaca u hrvatsko državljanstvo. Naturalizacija je jedna od uobičajenih i redovitih pravnih osnova stjecanja državljanstva predviđena vjerojatno u svim zakonodavstvima. Naturalizacijom stječe stranac državljanstvo na vlastitu molbu posebnim aktom državne vlasti. Prema tome, za razliku od stjecanja državljanstva podrijetlom, naturalizacija se ne provodi automatski po samoj sili zakona, nego je za to potrebno izričito očitovanje volje dotične osobe i poseban akt državne vlasti. 
Prirođenjem (naturalizacijom) može steći hrvatsko državljanstvo stranac koji je podnio zahtjev za primanje u hrvatsko državljanstvo ako kumulativno udovoljava ovim pretpostavkama:
- da je navršio 18 godina života te da mu nije oduzeta poslovna sposobnost;
- da ima otpust iz stranog državljanstva ili da podnese dokaz da će otpust dobiti ako bude primljen u hrvatsko državljanstvo;
- da živi u Republici Hrvatskoj s prijavljenim boravkom 8 godina neprekidno do podnošenja zahtjeva i ima odobren status stranca na stalnom boravku;
- da poznaje hrvatski jezik i latinično pismo, hrvatsku kulturu i društveno uređenje;
- da se iz njegova ponašanja može zaključiti da poštuje pravni poredak i običaje u Republici Hrvatskoj.[3] Ovdje se radi o općim pretpostavkama za stjecanje hrvatskog državljanstva prirođenjem (redovita naturalizacija).

Zakon propisuje i odstupanja od općih pretpostavki koje su propisane za redovitu naturalizaciju. Beneficirana naturalizacija predstavlja primitak stranca u hrvatsko državljanstvo pod olakšavajućim pretpostavkama. Zakon predviđa više slučajeva beneficirane naturalizacije. Prema temeljnim pravnim razlozima zbog kojih su predviđeni, slučajeve beneficirane naturalizacije mogu se podijeliti u sljedeće grupe: 
- rođenje i boravak na području Republike Hrvatske,
- bračni odnos s hrvatskim državljaninom,
- iseljenik iz Republike Hrvatske, njegovi potomci, te bračni drugovi
- interes za Republiku Hrvatsku,
- pripadnost hrvatskom narodu.

## Prestanak hrvatskog državljanstva
Hrvatsko državljanstvo prestaje otpustom, odricanjem, ili po međunarodnim ugovorima.
1. "Otpust"
Otpust podrazumijeva da ste Hrvatsko državljanstvo napustili s punom suglasnošću Republike Hrvatske, tj. da su u trenutku "otpusta" podmirene sve vase obveze kao hrvatskog građanina prema RH. To uključuje služenje vojne obaveze, plaćene poreze, materijalnu zbrinutost roditelja i drugih osoba koji ostaju u HR a čiji ste zakonski skrbnik, nepostojanje kaznenog ili prekršajnog postupka protiv vas, odnosno izdržanu kaznu ako ste već osuđivani po nekom takvom postupku i tako dalje. Vlasništvo nad nekretninom također može predstavljati problem kod otpusta ako postajete državljaninom zemlje s kojom ne postoji reciprocitet u priznavanju vlasništva, odnosno u kojoj HR državljani ne mogu posjedovati nekretnine pod istim uvjetima kao i domicilno stanovništvo. 
Iako je procedura duga i često mučna privilegija kod dobivanja otpusta je ta da vam je kasnije zajamčen povratak u HR državljanstvo bez komplikacija ako to u nekom kasnijem razdoblju života ponovo poželite, kao i to da bez obzira na vas budući status "stranca" u Hrvatskoj, vase će dijete, odnosno djeca, imati pravo rođenjem biti upisani u knjigu HR državljana ako to vi poželite, ili nakon njihove punoljetnosti ako to tada oni budu htjeli. 
2. "Odricanje"
Po Zakonu o državljanstvu Hrvatski državljanin može državljanstvo napustiti i "odricanjem", dakle bez suglasnosti Republike Hrvatske, pod uvjetom da u trenutku odricanja već ima državljanstvo neke strane zemlje kao i prebivalište u istoj.(Ovaj dio oko prebivališta je zapravo manje bitan jer postoje brojne zemlje, pretežito anglo-saksonske, u kojima ne postoji sustav obvezne prijave prebivališta, pa stoga ne može postojati ni pravna obveza informiranja o prebivalištu u Republici Hrvatska, ako tu obvezu nemate ni prema vlastitoj zemlji, odnosno onoj čiji isključivi državljanin želite biti). 
U tom slučaju dovoljno je izjavu s ovjerenim potpisom (kod javnog bilježnika ili u konzulatu RH) predati nadležnom tijelu zajedno s dokazom o stranom državljanstvu (ovjerena preslika putovnice ili stranog certifikata o naturalizaciji), zajedno sa svim važećim hrvatskim dokumentima (domovnica, osobna iskaznica, putovnica, vozačka dozvola) i od tog trenutka vi više niste HR državljanin. "Nadležna tijela" u tom smislu su Konzulat RH u inozemstvu, odnosno policijska uprava u RH u kojoj vam je prijavljeno boravište, ili općinsko tijelo uprave (matični ured) u kojem ste upisani u hrvatsku knjigu državljana (najcešće vezano uz mjesto rođenja). 

## Evidencije o hrvatskom državljanstvu i njegovo dokazivanje
O hrvatskom državljanstvu vodi se jedinstvena evidencija u obliku knjige (knjiga državljana), odnosno u elektroničkom obliku. Podaci iz knjige državljana u elektroničkom obliku informatički se povezuju sa središnjom bazom podataka o osobnim stanjima građana (državne matice). Knjigu državljana vodi matični ured za matično područje za koje vodi matične knjige. Osobe rođene u Republici Hrvatskoj upisuju se u evidenciju o državljanstvu koju vodi matični ured prema mjestu rođenja te osobe, dok osobe rođene u inozemstvu upisuju se u evidenciju o državljanstvu koju vodi matični ured prema mjestu prebivališta osobe koja podnosi zahtjev za stjecanje hrvatskog državljanstva. U središnju evidenciju upisuju se osobe koje stječu hrvatsko državljanstvo, a nemaju prebivalište u Republici Hrvatskoj. Središnju evidenciju vodi tijelo nadležno za poslove opće uprave u Gradu Zagrebu.
Hrvatsko državljanstvo se dokazuje važećom osobnom iskaznicom, vojnom iskaznicom ili putovnicom. Hrvatski državljanin koji nema ni jednu od prethodnih isprava, dokazuje hrvatsko državljanstvo domovnicom koju, na temelju evidencije o državljanstvu, izdaje matični ured. Domovnica je javna isprava.